# 마이클 부라워이
마이클 부라워이(Michael Burawoy, 1947년 6월 15일 ~ 2025년 2월 3일)는 맑스주의 사회이론 안에서 연구하는 미국의 사회학자로, 공공 사회학의 주요 지지자로 가장 잘 알려져 있으며, 『 체념 제조: 독점 자본주의 아래 노동 과정의 변화 —여러 언어로 번역되어온 산업 사회학 연구서의 저자이다.
Burawoy는 University of California, Berkeley의 사회학과 교수다. 2004년에 미국 사회학회 회장을 역임했다. 2006-2010년에 그는 국제사회학회 (ISA)의 전국 협회 위원회의 부회장 중 한 명이었다. XVII ISA World Congress of Sociology에서 그는 2010년부터 2014년까지 ISA(International Sociological Association)의 17대 회장으로 선출되었다.

## 생애
Burawoy는 1947년 6월 15일에 태어났다. 1968년 케임브리지 대학에서 수학 학부생으로 졸업한 Burawoy는 새로 독립한 아프리카 국가인 잠비아에서 대학원 공부를 계속하면서 동시에 Anglo American PLC의 연구원으로 일했다. 1972년 잠비아 대학교에서 석사 학위를 마친 Burawoy는 University of Chicago에서 박사 과정 학생으로 등록했고, 시카고 산업 노동자의 문화기술지文化記述誌로 사회학 논문을 마무리했는데, 그 논문은 나중에 체념 제조: 독점 자본주의 하에서 노동 과정의 변화 라는 책이 되었다.
Burawoy는 1976년 버클리 캘리포니아 대학교 사회학과에 조교수로 합류했다. 그는 1996-98년과 2000-02년 동안 사회학과 학과장을 역임했다.
잠비아의 산업 작업장에 대한 Burawoy의 사회학적 연구 외에도 Burawoy는 시카고, 헝가리 및 구소련 이후 러시아의 산업 작업장을 연구했다. 그의 선택 방법은 일반적으로 참가자 관찰, 보다 구체적으로 문화기술이다.  그는 사례확장방법을 더욱 확장했다. 그의 저서 The Radiant Past: Ideology and Reality in Hungary's Road to Capitalism (1992)을 위해서 그는 헝가리 철강 공장에서 용광로 작업자로 일했다. 작업장에 대한 연구를 바탕으로 탈식민주의의 본질, 국가 사회주의의 조직화, 사회주의로부터의 변천에서의 문제 등을 그는 살펴보았다.
더 최근에, Burawoy는 사회학을 학생들에게 가르치는 방식과 사회학이 공공 영역에 적용되는 방식을 고려하기 위해 공장을 관찰하는 것에서 벗어나 자신의 직장인 대학을 살펴보는 것으로 이동했다. 공공 사회학에 대한 그의 연구는 2004년 미국 사회학 협회(American Sociological Association)에 대한 그의 협회장으로서의 연설에서 가장 두드러지게 나타나는데, 여기서 그는 사회학을 4개의 개별(그러나 중복되는) 범주로 나눈다: 공공사회학, 정책사회학 (학문 외적인 청중을 가지고 있는), 전문적 사회학 (사회학 분야에 공통적인 이론적인 그리고 방법론적인 틀에 익순한 학문적 청중에게 호소하는), 그리고 마지막으로 비평적 사회학인데, 그것은 공공 사회학처럼, 반성적 지식을 생산하지만 그것은 전문적 사회학처럼, 학문적 청중에만 유효하다.

## 선정된 작업

### 서적

#### Author (or co-author)
- The Colour of Class on the Copper Mines: From African Advancement to Zambianization. Manchester: Manchester University Press, 1972
- Manufacturing Consent: Changes in the Labor Process Under Monopoly Capitalism. Chicago: University of Chicago Press, 1979
- The Politics of Production: Factory Regimes Under Capitalism and Socialism. London: Verso, 1985
- The Radiant Past: Ideology and Reality in Hungary's Road to Capitalism. Chicago: University of Chicago Press, 1992 (With János Lukács)
- The Extended Case Method: Four Countries, Four Decades, Four Great Transformations, and One Theoretical Tradition (University of California Press), 2009

1. 1 2  Giddens, Anthony (1981). “Review of Manufacturing Consent: Changes in the Labor Process Under Monopoly Capitalism.”. 《American Journal of Sociology》 87 (1): 192–194. ISSN 0002-9602. 2022년 1월 26일에 확인함.
2. 1 2  Friedlander, Blaine (2003년 9월 29일). “Michael Burawoy, sociologist who studies labor on shop floor, will give the 2003 Polson Memorial Lecture Oct. 3”. 《Cornell Chronicle》 (영어). 2022년 1월 26일에 확인함.
3. 1 2 3 4 5 6  Burawoy, Michael (2021년 7월 31일). “Living Sociology: On Being in the World One Studies”. 《Annual Review of Sociology》 (영어) 47 (1): 17–40. doi:10.1146/annurev-soc-072320-101856. ISSN 0360-0572. 2021년 11월 16일에 원본 문서에서 보존된 문서. 2022년 1월 26일에 확인함.
4. 1 2  Burawoy, Michael (2005). “2004 American Sociological Association Presidential address: For public sociology*”. 《The British Journal of Sociology》 56 (2): 259–294. doi:10.1111/j.1468-4446.2005.00059.x. 2022년 1월 26일에 확인함.
5. ↑  “Past Executive Committees”. 《International Sociological Association》 (영어). 2022년 1월 26일에 확인함.
6. ↑  “ISA Presidents”. International Sociological Association. 2012년 7월 25일에 확인함.